# Liste der Naturdenkmale in Harsum
Die Liste der Naturdenkmale in Harsum nennt die Naturdenkmale in Harsum im Landkreis Hildesheim in Niedersachsen.

## Naturdenkmale
| Bild                          | Bezeichnung                                  | Ort, Lage | Beschreibung                                                                                  | Schutzzweck                        | Nummer    |
| ----------------------------- | -------------------------------------------- | --- | --------------------------------------------------------------------------------------------- | ---------------------------------- | --------- |
| Fotos hochladen               | Grafeneiche                                  | Asel an der Hildesheimer Straße gegenüber dem Grundstück Hildesheimer Straße 15 (52° 11′ 35,6″ N, 9° 58′ 14,9″ O)       |                                                                                               | Schönheit, Seltenheit, Heimatkunde | ND-HI 010 |
| BW                            | Linde                                        | Harsum auf dem Grundstück Hoher Weg 24, Ecke Mahnhof (52° 12′ 21,7″ N, 9° 57′ 42,6″ O)                                  |                                                                                               | Schönheit                          | ND-HI 047 |
| BW                            | 8 Eichen (ehemaliges Hudewäldchen)           | Hönnersum auf dem Grundstück Johann-Eggers-Straße 6 (52° 11′ 13,9″ N, 10° 0′ 27,5″ O)                                   |                                                                                               | Schönheit, Heimatkunde             | ND-HI 051 |
| BW                            | Buche                                        | Rautenberg auf dem Grundstück Adlumer Straße 8 (52° 12′ 13,6″ N, 10° 2′ 18,9″ O)                                        |                                                                                               | Schönheit                          | ND-HI 057 |
| BW                            | Eiche                                        | Machtsum „Beim Lausebrink“ gegenüber dem Grundstück Neustadt 18 (52° 11′ 32,1″ N, 10° 1′ 58,2″ O)                       |                                                                                               | Schönheit                          | ND-HI 066 |
| mehr Fotos \| Fotos hochladen | Schwarzerde-Bodenprofil in der Tongrube Asel | Asel (52° 12′ 4″ N, 9° 57′ 57,8″ O)                                                                                     | Alte Tongrube nördlich des Ortes Asel. Das Naturdenkmal ist ca. 35 m lang und ca. 10 m breit. | Wissenschaft, Naturkunde           | ND-HI 329 |
| BW                            | Kastanie                                     | Harsum Ost in der Feldmark zwischen Harsum und Borsum, ca. 1200 m nordöstlich von Harsum (52° 12′ 52,3″ N, 9° 59′ 7″ O) |                                                                                               | Schönheit                          | ND-HI 376 |
| BW                            | Kastanie                                     | Harsum Ost in der Feldmark zwischen Harsum und Borsum, ca. 1200 m östlich von Harsum (52° 12′ 37,4″ N, 9° 59′ 10,9″ O)  |                                                                                               | Schönheit                          | ND-HI 377 |